# 奈茨堡 (肯塔基州)
奈茨堡（英語：Knightsburg）是位於美國肯塔基州穆倫貝爾格縣的一個非建制地區。

## 地理
奈茨堡所處的海拔為高於海平面128米（即420英呎），而該地所採用的時區為UTC-6，即北美中部時區（CST）。同時該地設有夏令時間，為UTC-6調快一小時，即UTC-5（CDT）。